# Station Königs Wusterhausen
Königs Wusterhausen is een spoorwegstation in de Duitse plaats Königs Wusterhausen. Het station werd in 1866 geopend.